# Quận Kandiyohi, Minnesota
Quận Kandiyohi là một quận thuộc tiểu bang Minnesota, Hoa Kỳ. Năm 2010 quận có dân số là 42,239 người.

## Địa lý
Theo Cục điều tra dân số Hoa Kỳ, quận có diện tích km2, trong đó có km2 là diện tích mặt nước.